# Theofiel Roekaert
Theofiel Roekaert, född 6 februari 1896, var en friidrottare från Belgien. Han deltog vid olympiska sommarspelen 1920.